# 黑暗组织
黑暗組織（日语：／ Kuro no Soshiki */?），亦称黑衣组织、黑色組織，是日本漫畫家青山剛昌所創作的漫畫作品《名偵探柯南》中的一个虚构跨国犯罪恐怖组织。

黑暗組織部分主要幹部（從上到下左到右依序分別為苦艾酒、波本、香堤、琴酒、基爾、柯倫、伏特加）

## 組織簡介
黑暗组织在《名偵探柯南》故事開始時就已经出现。工藤新一因目擊组织人員进行非法交易而被高級幹部琴酒擊昏，並灌下代號為「APTX-4869」的毒药，促使身體意外縮小而變成兒童的模樣。
组织的正式名称尚未知曉，成立的目的與构成也不明。目前只知道成員皆以酒名為代號，内部制度也極為嚴厲，凡是任務失利或试图脱离組織的成員全都会被處決；還會大量僱用藥劑師和程式設計師，似乎正在進行某項巨大的計划。此外，組織也祕密執行著研發非法電腦程式和特殊藥劑以及謀殺、縱火（經常於交易後將藥劑師或軟體工程師殺死並將其住處或研究所縱火或炸毀）等犯罪行動。根據阿曼達·休斯所述，常收集證據，威脅政商大人物，來壯大組織。

## 組織成員

### Boss
那位大人（Boss）／烏丸蓮耶（／ Karasuma Ren'ya）
黑暗組織的老大，本作故事的黑幕。苦艾酒在挾持柯南時曾經傳簡訊給Boss，被他聽到手機的按鍵音旋律為兒歌《七個孩子》，後來柯南推測出Boss的郵箱號碼並查出其地址位於鳥取縣，由於Boss是一名極度危險的人物而被灰原哀稱之為「潘朵拉的盒子」，柯南也因為她的勸阻而沒有循此線追查。漫画1008话中，工藤優作推理出「那位先生」是半世紀前以99歲高齡對外宣稱去世的大富豪烏丸蓮耶。漫畫1090話中疑似烏丸蓮耶本人的形象首次登場但仍被黑影覆蓋住。於板倉卓的日記中提到，在苦艾酒的電話中聽到貓叫，而嬰兒哭喊聲跟貓叫聲相似，因此猜測烏丸蓮耶變成了嬰兒。M26中，蘭姆提及Boss近期行蹤不明，同时Boss為了隱藏行蹤下令眾人摧毀太平洋浮標。
而在作品本身内容之外，《周刊少年Sunday》于2017年12月13日透过「Sunday Webry」的發布的作者青山剛昌作画影音和访谈文字记录，与当天刊登的漫画同时公布并确认“那位先生”的真实身份正是乌丸莲耶。《名侦探柯南BLACK＋PLUS SDB》提到，乌丸莲耶的财力强于铃木财團及大冈家族。

### 高級幹部
只要成為高級幹部的組織成員，除了給予組織代號外還能和「那位先生」接觸。
蘭姆（Rum）／脇田兼則（／ Wakita Kanenori）
- 日本配音：千葉繁
- 台灣配音：劉傑（脇田兼則）／曹冀魯（蘭姆，M20）→劉傑（蘭姆，ep.942．M26）
- 中國大陸配音：陈思宇

黑暗組織的第二號人物，「那位大人」的親信，「蘭姆」這個代號為長年服侍那位大人的父親繼承而來。在組織裡的地位十分特別，不但琴酒無法違抗自己的命令，連苦艾酒也對其使用敬語。
關於外貌的傳聞五花八門，但有一個特徵的描述是一致的，就是本人的其中一隻眼睛(左眼)在事故中受傷失明，所以裝上義眼。
其左眼受傷前，有著類似照相式記憶的能力，年輕時兩眼都具有此能力。
據安室透所言是一個非常性急的人，曾經兩次發郵件要求安室搜集有關工藤新一的訊息，均提到「Time is money」這句格言。
琴酒（Gin）／黑澤陣（／ Kurosawa Jin）
- 日本配音：堀之紀
- 台灣配音（電視版）：符爽（ep.1－2）→劉傑（ep.128－129．345．425，含重譯版）→官志宏（ep.176－311．464－465）→魏伯勤（ep.497－581）→曹冀魯（ep.701－至今）
- 台灣配音（電影版）：李景唐（M5）→官志宏（M13）→曹冀魯（M20－至今．TVSP《變小的名偵探》．總集篇）
- 香港配音：招世亮／陳健豪／黃志明
- 中國大陸配音：王明軍／文濤／馮盛

黑暗組織的高級幹部，左撇子，在組織中負責重要的交易、剷除不合格的組織成員與間諜的任務，是少數能直接和「那位先生」見面、也能在組織裡呼風喚雨的人物。
個性極為冷酷殘忍，在任何情況下都能保持冷靜、殺人不眨眼，新一對他的第一印象是「好像殺人的時候一點也不會猶豫」，也被赤井秀一稱為「宿敵」。
原著中只穿戴過黑色的風衣和禮帽，動畫早期設定為为金色長髮，後期設定改为银色長髮。擅長使用各種武器，槍法準確度比赤井秀一弱，左臉頰被其狙擊劃出疤痕。經常在開車的時候吸菸。
向工藤新一灌藥而使他縮小的罪魁禍首，也是殺害宮野明美的凶手。在宮野志保逃離組織後仍持續追蹤其下落，欲將她滅口。
在儒艮慶典中用來記錄領取箭的名冊中，宮野志保的簽名旁出現黑澤陣的名字，已被作者提及為疑似為本名。
命名來自荷蘭、英國同名烈酒。
苦艾酒（Vermouth，貝爾摩德(Berumotto)）／莎朗·溫亞德（Sharon Vineyard）／克莉絲·溫亞德（Chris Vineyard）
- 日本配音：小山茉美
- 台灣配音（電視版）：魏晶琦（ep.177．339．813）／陶敏嫻（ep.178－329．340－394）／方雪莉（ep.230－231）／蔣篤慧（ep.425）／馮嘉德（ep.497－504）／楊凱凱（ep.581－783．866－至今）
- 台灣配音（電影版）：陶敏嫻（M13）→蔣篤慧（M20）→傅其慧（TVSP《變小的名偵探》）→楊凱凱（M26、總集篇）
- 香港配音：鄧潔麗／莊巧兒／顧詠雪
- 中國大陸配音：張凱／張璐

黑暗組織高級幹部，擁有和「那位大人」聯絡與獨自行動的權利，負責情報蒐集與暗殺的任務。被琴酒和安室透稱為「秘密主義者」，琴酒曾說過苦艾酒是「那位大人」寵愛的女人，但似乎還有別的關係，目前只有安室知道。也傳聞與琴酒有感情。是茱蒂 •  斯泰琳的殺父母仇人。外表看起來只有20、30歲，因服用某種藥物（疑似APTX-4869），而停止衰老，所以外表看起來只有20、30歲（實際年齡約50歲）。
公開的身份是美國著名女演員莎朗·溫亞德，曾獲奧斯卡最佳女主角獎(ep.286)。年輕時曾與工藤有希子一同向世界著名的魔術師黑羽盜一(初代怪盜基德)學習易容術，兩人也因此成為好友，精通易容術的她，可以易容成任何人、甚至不用變聲器就能模仿他人的聲音，偽裝技術和怪盜基德父子不相上下。後來有對外宣稱死亡並以其女兒克莉絲·溫亞德的身份露面(ep.345)。
槍法和身手極佳，在慣用手臂直接被赤井秀一用霰彈槍擊中（有穿著防彈背心）後仍能邊開車邊以後照鏡瞄準並使用非慣用手單手射擊擊中後車的油箱。同時亦是殺害FBI探員茱蒂·史坦林父母親的兇手。(ep.345)
曾經在美國紐約易容成連環殺人魔和赤井秀一對決，目的是認為偽裝成一般殺人魔反而能讓赤井卸下心防，並且遇到工藤新一和毛利蘭，由於新一和小蘭曾救了差點失足墜樓的她(ep.288)，並且被新一及小蘭感化；其後便稱呼新一為「Cool Guy」，小蘭為「Angel」，並且暗中保護。同時亦曾警告小蘭不要深入了解關於組織的一事，以免受牽連。由於出自不明原因，她十分痛恨雪莉（宮野志保）(被認為和宮野夫婦所進行研究有關，但詳情不明)，一直想盡辦法欲將其剷除。非常擅長分析和推理，成功調查出灰原哀的真實身份，但在剷除灰原失敗後答應柯南放棄追殺，甚至在灰原身分差一點被組織識破時解圍。雖知道柯南和灰原哀的真實身份，卻並未將他們的事告訴組織。似乎對組織有所不滿，認為柯南和赤井是能夠摧毀組織的兩發「銀色子彈」。(ep.345)
命名來自法國、義大利同名烈酒，該酒近年來多譯為苦艾酒。

### 幹部
伏特加（Vodka）／魚塚三郎（／ Uozuka Saburō）
- 日本配音：立木文彥
- 台灣配音（電視版）：官志宏（ep.1、128－129、345、425）→劉傑（ep.176－311）→徐健春（ep.464－465）→吳文民（ep.497－至今）
- 台灣配音（電影版）：袁光麟（M5）→徐健春（M13）→吳文民（M20－至今、TVSP《變小的名偵探》、總集篇）
- 香港配音：陳欣／李家傑／黃啟明／黃志明
- 中國大陸配音：李立宏／赵岭／郝祥海

黑暗組織幹部、琴酒的搭檔，完全服從琴酒並稱呼他「大哥」、「老大」。
以魁梧的身型和墨鏡為特徵，在組織中負責重要的交易買賣，擅長使用多種武器和駕駛多項交通工具，大部分時間會替琴酒開著他的保時捷356A。
性格極其兇惡，但是腦袋有些遲鈍。
命名來自俄羅斯同名烈酒。
香堤（Chianti）
- 日本配音：井上喜久子
- 台灣配音（電視版）：魏晶琦（ep.425、499～500）→陶敏嫻（ep.464）→楊凱凱（ep.579－至今）
- 台灣配音（電影版）：蔣篤慧（M13、20）→傅其慧（TVSP《變小的名偵探》）→楊凱凱（M26）
- 香港配音：鄧潔麗／莊巧兒
- 中國大陸配音：林兰／梁玮珊／乔菲菲

黑暗組織的少數女性幹部，頂著妹妹頭髮型，性格暴躁、激進的女人。
組織內的優秀狙擊手，具有狙擊距離600碼的實力，使用武器為H&K PSG-1狙擊步槍。
平常都是依照琴酒的命令行動。自稱是あたい，左眼有鳳尾蝶圖案紋身且經常畫很重的眼影，除射擊外駕駛技術也是一流，愛車是藍色道奇毒蛇。

命名來自義大利托斯卡尼產的同名紅酒，中文一般譯作基安蒂酒。
柯倫（Korn）
- 日本配音：木下浩之
- 台灣配音（電視版）：徐健春（ep.425）→官志宏（ep.464）→劉傑（ep.499－至今）
- 台灣配音（電影版）：徐健春（M13）→劉傑（M20－至今）
- 中國大陸配音：赵岭／郭盛

黑暗組織幹部，組織內的優秀狙擊手，具有狙擊距離600碼的實力，使用武器為M24 SWS狙擊步槍。
香堤的搭檔，平常都是依照琴酒的命令行動。
性格冷酷，有著敏銳的觀察力，參與過多次暗殺行動，喜歡射擊目標的頭部。
總是戴著一頂黑色棒球帽與圓鏡片的黑色護目鏡。
命名來自德國的一種由黑麥威士忌發酵而成的同名無色酒類，中文一般譯作科恩酒。
匹斯可（Pisco）／枡山憲三（／ Masuyama Kenzō）
- 日本配音：村松康雄；台灣配音：劉傑

原黑暗組織幹部兼元老成員（已故），71歲，真實身分為「成功企業家」的汽車公司董事長枡山憲三。受到愛爾蘭敬重被對方視為親生父親般看待為自己效命。
由於對志保的年幼時的模樣有印象，所以在查尋組織電腦的資料庫中知道灰原哀就是志保。為「那位先生」做牛做馬已多年，亦與宮野夫妻交情深厚，曾被琴酒給諷刺為“靠着组织的力量藉此當上企业家”。最後因槍殺杯戶市議員吞口重彥的過程被攝影師拍到，在「那位先生」的命令下被琴酒槍殺。
命名來自於皮斯可酒，一種原產於秘魯、智利，無色或介於淡黃色與琥珀色之間的白蘭地烈酒。
蘋果白蘭地（Calvados）
原黑暗組織幹部，由組織所專屬的日本海外優秀狙擊手，總是使用雷明登系列的狙擊步槍及霰彈槍作為狙擊目標。與柯倫、香堤私交要好，也對苦艾酒產生迷戀。
受苦艾酒之託作為助手並埋伏於港口，雖然成功狙擊跟苦艾酒對峙的茱蒂，但随後因為太過專注狙擊上前保護跟苦艾酒對峙、要被其給處決的灰原哀和毛利蘭，因此沒有注意跟蹤自己的赤井秀一而被他給打斷雙腿、劫走自己随身携带的大量武器，最後因苦艾酒丟下自己逃跑利用未被赤井搜到的手槍自盡，促使柯倫與香堤對苦艾酒極度不滿。
命名來自於卡爾瓦多斯酒，一種原產於法國諾曼第地區的蘋果白蘭地。
龍舌蘭（Tequila）
- 日本配音：廣田行生；台灣配音：徐健春／魏伯勤（大陸版）；香港配音：張炳強

黑暗組織幹部（已故），有關西腔，留鬍子的彪形大漢。曾與電腦工程師板倉卓有所接觸，與滿天堂公司的職員交易時因為拿錯箱子而意外被炸成焦炭，事後連同組織的線索也一併被銷毀。
命名來自同名墨西哥烈酒。

### 其他成員
宮野明美（／ Miyano Akemi）
- 日本配音：玉川砂記子
- 台灣配音：姚敏敏（ep.128－129）／陶敏嫺（重譯版）／陳玲燕（M5）／魏晶琦（ep.341－至今、M26）／傅其慧（TVSP《變小的名偵探》）
- 香港配音：沈小蘭
- 中國大陸配音：白雪岑／闫莉佳（童年時期）

黑暗組織底層人員（已故）。宮野夫婦的長女，宮野志保的姐姐。化名廣田雅美（／ Hirota Masami），公開身分是一名銀行職員。赤井秀一的表妹兼前女友，當年秀一為了臥底於黑暗組織而接近她，也是因此得以接觸妹妹志保（灰原哀）與琴酒等組織幹部，明美雖然知道這件事情，但假裝不知情繼續與他交往。為了脫離組織答應琴酒去搶劫銀行，執行任務前傳訊息給赤井秀一希望在脫離組織後能夠重新和他交往，但在訊息下方留有PS.內容卻留白。（也有說法指這封信重點是在訊息最後的PS.希望赤井秀一能保護妹妹宮野志保。已有失敗並託付遺言的準備。）很喜歡以前的音樂，例如披頭四。年少時候和降谷零認識。
雖然是黑暗組織的成員，但是個性善解人意、温柔又善良、勇敢堅強，為了妹妹勇於犧牲。某些特質跟蘭相像，不在他人面前流露出自己脆弱的一面，像妹妹志保一樣都是很要强的人。
小學期間在組織要求下經常轉學，六年級時在帝丹小學擔任班上的圖書委員並成為帝丹小學第19屆畢業生。原以和妹妹宮野志保脫離組織為條件執行搶案，但事後知道被欺騙試圖反抗卻遭琴酒給槍殺，臨終之前得知柯南的真實身分。
在動畫版《奇怪的尋人事件》（13話）登場的「明美」（配音：勝生真沙子（日本）；許淑嬪／陶敏嫻〈重譯版〉（台灣）），因原作中有關黑暗組織的人物和情節在動畫版被刪除而改為與組織無關，明美也未身亡。之後動畫版另製作《黑暗組織十億元搶劫事件》（128話）接回原作中的劇情。
宮野艾蓮娜（／ Miyano Elena）
- 日本配音：鈴木弘子（ep.341－771）→林原惠（ep.953起）
- 台灣配音：陶敏嫻（ep.341、343）→楊凱凱（ep.702、總集篇《灰原哀物語》）→魏晶琦（ep.771、953－954）
- 中國大陸配音：伍凤春

黑暗組織科學家（已故），厚司的妻子，明美和志保姊妹的母親，原名艾蓮娜·世良，英國人和日本人的混血兒，「領域外的妹妹」瑪麗·世良的妹妹。褐色長髮（後其他篇改為跟姊姊瑪麗·世良一樣淡金髮色）、眼睛偏近綠色、戴著眼鏡。傳聞個性冷淡，實則膽小怕生，卻對同為混血兒的降谷零（安室透）很有照顾感，跟女兒志保、姊姊瑪麗和外甥赤井相似的清冷性格。因為沉默寡言與本性良善而被稱為「墮入地獄的天使」、「墮天使」（Hell Angel）。
三十多年前來到日本留學跟丈夫宮野厚司結為連理，十九年前育有長女明美共同開設診所幫病患診療，曾教導卻受到欺凌的降谷不要用打架的方式跟別人化解衝突的方法。在名偵探柯南 零的日常曾協助他學會騎腳踏車，當丈夫厚司多次受到烏丸集團所提出工作於某個其隸屬研究機構的邀約，卻考量到自己的姊姊瑪麗，以對方完全不可靠的理由，以及擁有眾多負面傳聞的原因，本要以拒絕回應，在懷著志保三个月後為了支持丈夫的工作決定舉家搬遷到烏丸集團所提供的住所並且告訴降谷「因要到很遠的地方去」的理由下不能再為他療傷。
工作是與丈夫厚司研究出「讓死人復活的神秘藥物」、「夢幻般的藥物」——「銀色子彈」（Silver Bullet），並且因為要完成研究而不得不離開志保和明美，之後在志保出生後不久和丈夫因不名原因離奇身亡（根據組織說法是實驗室發生火災事故所造成）。
生前透過明美留給志保編號「1～20」共4捲錄音帶，內容是志保1至20歲的生日祝福留言，因此被柯南稱為「真正的天使」。
艾蓮娜命名來自英國著名推理小說系列《福爾摩斯探案》中的歌劇女演員艾琳‧艾德勒的德語艾蓮娜。
在日本有兩個聲優，最初是由鈴木弘子飾演；之後由灰原哀聲優林原惠飾演（ep.953起）。
在台灣有三個國語配音員。分別是：陶敏嫻；楊凱凱；魏晶琦。
宮野厚司（／ Miyano Atsushi）
- 日本配音：中村悠一；台灣配音：曹冀魯；中國大陸配音：汤水雨

黑暗組織科學家（已故）。明美和志保姊妹的父親，被稱為「被科學界放逐的瘋狂科學家」，個性卻是與傳聞不同的忠厚和藹。
和阿笠博士在新發明的發布會上認識。
曾與妻子艾蓮娜在自己開設的診所工作，後來在志保出生前轉為組織工作（對外宣稱烏丸集團），但在志保出生不久與妻子離奇身亡，組織成員聲稱兩人是於「意外事故」中罹難。
被灰原提到三十年前加入白鳩製藥公司的研發團隊，同時將住宅借給兒時玩伴出島壯平作為事務所。跟來自英國的留學生艾蓮娜·世良結為連理不久生下明美和志保姊妹。
命名来自動畫師青野厚司。
楠田陸道（／ Kusuda Rikumichi）
- 日本配音：岩田光央；台灣配音：吳文民

黑暗組織的底層人員（已故）。為尋找失蹤的基爾而裝病住進杯戶中央醫院進行秘密調查擔任臥底，在身分被識破後的逃亡途中選擇自殺，其遺體被赤井秀一作為其假死之用。
首次登場於漫畫第57卷（第596話）、動畫第496集。

### 脫離組織者
雪莉（Sherry）／宮野志保（／ Miyano Shiho）
- 日本配音：林原惠；台灣配音：魏晶琦／許雲雲；香港配音：曾秀清／羅杏芝；中國配音：閻萌萌

黑暗組織科學家，是「APTX-4869」的研發者，本名宮野志保，在逃出組織後吃下藥身體縮小後化名灰原哀。在鈴木快車事件後與柯南一方等人的合作，讓除了苦艾酒以外的組織成員認為自己已經身亡。
命名來自西班牙的同名白葡萄酒。
沼淵己一郎（／ Numabuchi Kiichirō）
- 日本配音：龍田直樹；台灣配音：劉傑；香港配音：蘇強文

黑暗組織末端成員，原本被組織看好而培養出殺手的風格，但後來被他們發現自己並不適合當殺手的情況下被當作實驗品然後交給雪莉。之後逃離組織因強盜殺人被捕，因為想看螢火蟲，於是謊稱埋屍於群馬縣深山中並引警察將之帶到該處然後乘機逃脫。後偶遇同樣來找螢火蟲卻迷路的光彥，不過本人並沒有傷害光彥反而將他帶回去交給警察和柯南一行人後再次被捕。

### 臥底搜查官
- 臥底搜查官成員名字順序以「組織代號／本名／化名」排列。

基爾（Kir）／本堂瑛海（／ Hondō Hidemi）／水無奈（／ Mizunashi Rena）
- 日本配音：三石琴乃
- 台灣配音：陶敏嫻（ep.425）→馮嘉德（ep.492－504）→傅其慧（M20）→楊凱凱（ep.509－至今、M26）
- 中國大陸配音：小連殺

黑暗組織幹部。本名本堂瑛海，現在正臥底於黑暗組織的CIA情報員，化名水無怜奈，公開身份為日賣電視台女新聞主播。原先擔任其父親伊森·本堂的短期聯絡員，後因身份即將被琴酒給識破，使父親為保護自己而自殺，並製造假象來取得組織信任，在組織中負責擔任情報員與殺手。在一次的事件中被FBI俘獲被柯南和赤井發現身份後於是與他們合作，在假裝槍殺赤井來取得組織信任，得以再次回到組織臥底。
命名來自法國一種以黑醋栗水果酒和白酒調製而成的同名雞尾酒。
波本（Bourbon）／降谷零（／ Furuya Rei）／安室透（／ Amuro Tōru）
- 日本配音：古谷徹〈第667～1110話〉
- 台灣配音：劉傑
- 香港配音：李家傑
- 中國配音：藤新

黑暗組織幹部。本名降谷零，現在正臥底於黑暗組織內的日本公安警察，化名安室透，公開身分是一名私家偵探兼白羅咖啡廳的服務生。在組織中負責擔任情報員，具有一流的情報收集能力，與苦艾酒被琴酒稱為「秘密主義者」。
命名來自美國同名威士忌酒。
黑麥威士忌（Rye）／赤井秀一（／ Akai Shūichi）／諸星大（／ Moroboshi Dai）
- 日本配音：池田秀一
- 台灣配音：徐健春（ep.230－231、285－288）→官志宏（ep.259、309－462）→劉傑（ep.492－至今，電影版）
- 香港配音：李家傑
- 中國大陸配音：寶木中陽

前黑暗組織幹部。本名赤井秀一，曾臥底於黑暗組織的FBI探員，化名諸星大。五年前臥底於組織內以出眾的能力獲得組織代號。但在兩年前因安德烈·卡邁爾的失誤使其真實身分曝光而被組織給追擊。
命名來自美國同名威士忌酒。
蘇格蘭威士忌（Scotch）／諸伏景光（／ Morofushi Hiromitsu）
- 日本配音：綠川光；台灣配音：曹冀魯

前黑暗組織幹部（已故）。本名諸伏景光，曾臥底於黑暗組織內的日本公安警察。在臥底於組織時身份曝光後為破壞手機裡的相關資訊而自殺。由於當時赤井與安室尚不知曉彼此皆是臥底之事，因此赤井在安室面前偽裝成是他殺害蘇格蘭，但也因為這樣從此安室無法諒解赤井與FBI的作法。
命名來自蘇格蘭同名威士忌酒。
伊森·本堂（Ethan Hondō）
- 日本配音：小山力也；台灣配音：吳文民

前黑暗組織成員（已故），曾臥底於黑暗組織的CIA情報員。在調查黑暗組織時為保護身分即將曝光的女兒本堂瑛海而自殺並製造假象。

### 衍生作品登場
- 注：本部分收錄劇場版、漫畫特別篇、遊戲，等非原作中出現的正式組織成員。

#### 劇場版
原佳明（／ Hara Yoshiaki）
- 日本配音：橋本晃一；台灣配音：李景唐

M5《往天國的倒數計時》登場。
32歲，黑暗組織成員（但後來背叛組織），喜歡吃巧克力，常磐集團董監事兼電腦程式設計師，由於入侵組織的電腦盜用組織的情報而被琴酒給槍殺。
愛爾蘭（Irish）
- 日本配音：幹本雄之；台灣配音：官志宏；中國大陸配音：齐克建／孙星

M13《漆黑的追跡者》登場。
黑暗組織幹部。奉琴酒的命令找回存有組織成員名單的記憶卡，在綁架與禁錮警視松本清長後靠苦艾酒的協助偽裝警視松本混入警視廳搜查小組，期間藉由蒐集工藤新一和江戶川柯南的指紋比對，得知兩者為同一人。由於琴酒殺害自己敬如父親般、替其效命的匹斯可對產生憎恨，因此故意不告訴他有關柯南就是新一的事實。
命名來自於愛爾蘭威士忌，一種僅產於愛爾蘭、味道純正且溫和的威士忌。
岡倉政明（／）
M13《漆黑的追跡者》登場。
32歲，黑暗組織成員，表面身份为某個议员的秘书，實際為組織在外的间谍（NOC），疑似為了自保擅自將紀錄組織在外臥底成員名單複製到記憶卡上並隨身攜帶，所以成为组织的處決对象。但在未被處決前卻因卷入一起杀人案而遇害，由于SD卡被凶手給拿走促使组织派出爱尔兰混入警视厅调查小组以取回記憶卡。
庫拉索（Curaçao）
- 日本配音：天海祐希；台灣配音：傅其慧；香港配音：王慧珠；中國大陸配音：杨晨

M20《純黑的惡夢》登場。
黑暗組織幹部，蘭姆的首任親信。異色瞳，看到五色薄膜片可以刺激自己的大腦某部分可儲存記憶的地方，擁有強大記憶力，由於記得對組織不利的事將要被苦艾酒給處決，卻被蘭姆卻看上自己能力成為他的左右手。藉以五色薄膜片作為鑰匙的能力替蘭姆做事，後來遭摩天輪輾死。
命名來自於庫拉索酒，一種原產於荷屬古拉索島、味道微苦而爽適的餐後酒或配製雞尾酒。
司陶特（Stout）
- 日本配音：Michael Rhys

M20《純黑的惡夢》登場。
原黑暗組織幹部，從英國軍情六處（MI6）所派來的間諜，曾跟柯倫互為交識，因身分暴露因此在倫敦雙層巴士被柯倫給射殺。
命名來自於司陶特啤酒，愛爾蘭的一種深色啤酒。
阿夸維特（Aquavit）
- 日本配音：Kurt Common

M20《純黑的惡夢》登場。
原黑暗組織幹部，從加拿大安全情报局（CSIS）所派來的間諜，因身分暴露因此在多倫多的加拿大國家電視塔被香堤給射殺。
命名來自同名酒阿夸維特，原產於斯堪地那維亞地區的一種加味蒸餾酒。
雷司令（Riesling）／利昂‧布赫茲（Leon Buchholz）
- 日本配音：澤海陽子；台灣配音：魏晶琦

M20《純黑的惡夢》登場。
原黑暗組織幹部，從德國聯邦情報局（BND）所派來的間諜，本名利昂‧布赫茲，因身分暴露因此在柏林被琴酒給射殺。
命名來自於雷司令酒，原產於德國的一種白葡萄酒。
賓加（Pinga）
- 日本配音：村瀨步；台灣配音：李世揚（賓加）／李昀晴（葛蕾絲）；中國大陸配音：锦鲤

M26《黑鐵的魚影》登場。
黑暗組織的幹部，在庫拉索死後接替她的位置成為蘭姆的第二任親信，並且男扮女裝，偽裝成法國的工程師「葛蕾絲（Grace）」，有著不惜用各種手段也會踩在他人往上爬的性格，跟愛爾蘭一樣，對琴酒產生競爭關係和憎恨之心。最終因為言語挑釁琴酒而被琴酒以引爆潛艇的方式處理而亡。
命名來自於卡沙夏（其別名之一便是賓加），原產於巴西，以甘蔗汁為原料釀造的蒸餾酒，亦被稱為巴西蘭姆酒（Brazilian rum）。

#### 漫畫特別篇
阿拉克（Arak）／阿米林（Amileen）
於漫畫特別篇第26卷（File.9～10）《寄託于飛艇的願望》登場。
組織所派來的職業刺客，會利用繩結和暗號來聯絡暗殺事項，公開身份為歌手阿米林
曾受組織的命令跟帕納蘇格拉國國王的弟弟兼公主拉圖娜的叔叔亞克夫與尤卡爾公司合作，先在暗殺拉圖娜前先殺害兩位反對購買尤卡爾公司的氦氣瓦斯的大臣(由於兩人是自己的歌迷所以可輕鬆下手)，然後在飛行船上企圖謀殺拉圖娜的未遂後被柯南與灰原給設計逮捕，但在押回警局途中自盡。
命名來自於亞力酒，原產於中東地區的一種茴香酒。
朱奈瑞克（Generic）
於漫畫特別篇第26卷（File.11～12）《黑衣組織——出現》中登場。
組織科學家，是雪莉(灰原)的同事，曾經把她當作自己的家人來看待，年齡比雪莉較小一歲。跟雪莉一樣對組織的存在感到很畏懼。由於性格比較膽小總是被欺凌。
黑鬍子（Black Beard）
漫畫特別篇第35卷（File.9～10）《守護病毒侵襲的豪華遊輪》中登場。
組織的藥物研發成員，與雪莉(灰原)互相結識。奉琴酒的命令在豪華郵輪上使用組織所開發出的致死流感病毒在包含國外知名的女性童星藝人偶像伊娃·波特等所有乘客做些實驗，但後來在柯南與灰原給設局下導致計畫失敗因此跳海自盡。

#### 小學漫畫版
安東尼奧·戈麥斯（Antonio Gomesu）
小學漫畫版《日本歷史之謎第3卷》登場的角色，組織的歷史學家。主要研究日本歷史中的織田信長。被柯南用踢腿增強鞋將桌子給擊倒。
兩名男子
小學漫畫版《世界遺產之謎》登場的角色，組織派遣的宝物猎人，曾奉組織的命令前往瑞士找尋傳說中的聖人朗基努斯遺留的聖槍卻敗給小五郎，之後遭到警方逮捕下被組織給處決。

#### 遊戲版
凱特·勞倫（Keito Rōren）
- 日本配音：柚木涼香

遊戲版中《名偵探柯南 三人的名推理》中登場。
塞西莉亞共和國商務部長埃里克加梅蘭的秘書，實際為組織所派遣的特工。奉琴酒與伏特加的命令行刺塞西莉亞共和國商務部長艾瑞克·甘美蘭，但在行刺艾瑞克失敗後被處決。

#### 真人版
殺手
真人版單發第二部《工藤新一的復活 黑衣組織的對決》登場的原創角色。組織的基層成員，受命暗殺雪莉(宮野志保)卻被小蘭給擊倒後就逃跑，因此被琴酒給處決。

### 組織相關利用者
- 注：該部分收錄與組織有關的人，受組織利用、進行犯罪的合作者、暗殺目標的人物，劇情中未告知這些人物為組織正式成員。

社長
- 日本配音：辻親八／浦山迅（變小的名偵探）；台灣配音：劉傑（ep.1首發版）／徐健春（ep.1重譯版、ep.345）／陳幼文（變小的名偵探）

本名不明。《雲霄飛車殺人事件》中登場。因走私手槍一事受黑暗組織脅迫與伏特加進行交易的社長，波本稱其和暴力團「泥參會」有關係。
職業女性
日本配音：紗百合；台灣配音：馮友薇／陶敏嫻（重譯版）
本名不明。《新幹線大爆炸事件》中登場，動畫中修改為與黑衣組織無關。在新幹線上與琴酒、伏特加進行交易的職業女性。花費四億日元從組織手中獲得與金錢相關的情報，卻被琴酒視為毫無利用下險與新幹線一同炸燬，最終柯南在最後一刻化解危機。後接受警方詢問，得知她並不認識交易對象，與組織也並沒有深入關係。
廣田健三（ Hirota Kenzo）
登場於漫畫Vol.2 File.4《行蹤不明的男人》（對應動畫TV 13《奇怪的尋親殺人事件》進行修改使案件變成與黑衣組織無關）曾參與十億元搶劫案卻被明給設局殺害。
廣田明（ Hirota Akira）
日本配音：手冢秀彰
登場於動畫TV 13《奇怪的尋親殺人事件》，參與十億元搶劫案時殺害同夥健三後，事後被黑衣組織給設局殺害。
中島英明（ Nakajima Hideaki）
日本配音：谷川俊；台灣配音：徐健春／劉傑（大陸版）
27歲，電玩公司的職員，與組織的成員龍舌蘭進行過交易，組織用高價從自己的手裏買一些從公司偷來的世界各地傑出的程序設計師名單。但是龍舌蘭拿錯箱子後被誤炸死促使交易沒有成功。柯南以毛利偵探的身份忠告他最好和警方合作並爭取得到警方的保護，但並沒有對他和警方説清楚這麼做的具體原因，後續內容沒有再交代。
岸井（ Kishii）
日本配音：千葉一伸
登場於TV 128《黑衣組織10億元搶劫事件》的動畫原創角色，運鈔車押送人員，因賭博欠下債因此參與十億元搶劫案，並且負責假裝在歹徒威脅下開門。之後被伏特加給殺害。
貝冢士郎（ Shiro Kaizuka）
登場於TV 128《黑衣組織10億元搶劫事件》的動畫原創角色，賽車手，因為參與十億元搶劫案。之後被琴酒將給殺害。
廣田正巳（Hirota Masami）
- 日本配音：中博史

61歲，南洋大學的教授，與妻子廣田敏子住在靜岡縣。登場於漫畫第18卷；動畫第139話《來自黑衣組織的女子 大學教授殺人事件》。
廣田教授與灰原的姐姐明美互為認識，明美化名廣田雅美時使用他的名字。當灰原曾看過明美的度假照片寄還給她時，不慎將保存的包含 APTX 4869 信息的磁盤寄給明美促使她不知情的情況下寄給廣田教授，促使廣田教授被組織視為追殺目標，但是廣田教授早被自己的學生之一白倉明給殺害促使組織取消行動。
吞口重彥（／ Nomiguchi Shigehiko）
56歲，杯戶市議員。因為有涉嫌收賄而被警方給調查與逮捕，因此被組織幹部匹斯可在杯戶飯店舉辦的「電影導演酒卷昭追思會」中給設局殺害，其家屬在事後也就此失蹤（疑似被組織給處決）。
千間恭介（Kyosuke Senma）
考古學家，降代的父親，提及於於漫畫第30卷；動畫第219話《被召集的名偵探！工藤新一VS怪盜基德》。
四十年前因為受大富豪烏丸蓮耶的委託下尋找他已故母親遺留下來寶藏，剛開始曾寫信與匯款寄給降代，但在半年後離奇失蹤，實際上自己早已跟許多學者被烏丸給設計殺害，當時自己已經解開暗號的線索時早已預料到此事卻仍然留下一封暗號的信件，讓自己去世二十年後讓降代與柯南查明真相。
板倉卓（／ Itakura Suguru）
- 日本配音：大友龍三郎；台灣配音：徐健春

45歲，自由軟體程式設計師，從事電影特殊視覺效果的CG創作者。曾拒絕組織要求其製作電腦軟體，雖然在組織的騷擾下就範但仍沒有完成程式開發（曾透露自己「為了全人類」著想的理由決定放棄軟體開發）。最後在交貨給組織前便被舊友所殺；其遺留的日記裡不只提到程式開發外還透漏些許組織的底細。
狼人
日本配音：廣瀨正志；台灣配音：徐健春
《與黑衣組織的直面對決！滿月之夜的雙重謎案》中登場。參加「幽靈客船」、假扮成狼人的乘客，在網路上發佈對電影導演福浦千造的不滿信息，被苦艾酒發現後寄給他很多他的個人隱私協助組織殺人以分散柯南的注意力下機會除掉雪莉(灰原)。但後來自己的殺人手法被平次給識破遭到逮捕。由於自己事先扔掉快遞送貨單使警方失去追捕苦艾酒的機會。
船本透司（／，Funemoto Touji）
日本配音：金井美香；台灣配音：陶敏嫺
425集《黑色衝擊！黑衣組織魔爪伸來的瞬間》至456集《黑衣組織的影子 珍珠的流星》中登場。8歲，因目睹水無怜奈發生墜車事件而被黑衣組織成員苦艾酒詢問相關情況，因此在柯南告知FBI後以作為目擊證人的身分被藏匿起來。
弁崎桐平（ Tohei Benzaki）
日本配音：幸野善之；台灣配音：曹冀魯
漫畫File 850-952《茱蒂的追憶與賞花的陷阱》登場。觀賞櫻花的遊客，被安室透用藥物迷昏後借用自己的身份並假稱是銀行搶劫事件的經歷者藉此接近茱蒂·斯泰琳，趁機在茱蒂身上安裝竊聽器與假扮成孕婦的苦艾酒配合套取關於赤井的情報，最後稱“收穫頗豐”並進一步懷疑柯南的身份。
堀田凱人（Hotta Gaito）
漫畫Files 951-953《靈魂偵探殺害事件》登場。是一個準備登上電視節目的人物。聲稱通過與亡者的靈魂聯繫來解決案件的靈魂偵探。曾因一起失踪人員的案件被眾人視為騙子。隨後在調查羽田浩司與阿曼達·休斯被殺案件時發現阿曼達的保鑣淺香拿著小鏡子認為她是個女性，並已經決定好的事情是邀請小五郎參演“召喚羽田浩司靈魂”的節目。其下榻的賓館客房（402室）恰巧在世良和瑪麗的房間（403室），卻在小五郎到訪之前幾小時被古慄參平給殺害。此案件發後促使琴酒和伏特加聽聞此事並且對小五郎產生疑心。
亞克夫（Yakubu）
年齡未知，帕納蘇格拉國的公主拉圖娜的叔叔，僅提及於漫畫特別篇第26卷（File.9～10）《寄託於飛艇的願望》
曾跟組織派來的刺客阿米林合作接受其靠山尤卡爾公司的賄絡，購買其公司氦氣瓦斯來掌控國家，然後企圖暗殺反對購買尤卡爾公司的瓦斯的姪女拉圖娜。
拉圖娜（Rato~ūna）
年齡未知，帕納蘇格拉國的公主，亞克夫的姪女，為了守護人民的安全會選擇犧牲自己的性命，僅登場於漫畫特別篇第26卷（File.9～10）《寄託於飛艇的願望》。
剛開始因為國家挖掘出真貴的氦氣瓦斯加上為了國家人民的著想決定開設飛行船公司，因此飛行船上造訪日本期間招待名人藉此希望提升飛行船的時代。由於自己十分反對叔叔亞克夫跟黑心商業公司尤卡爾公司合做做出壓榨人民與購買其公司氦氣瓦斯的行徑，因此被組織派來的殺手阿米林是為暗殺目標，但在柯南與灰原拼死的保護下逃過劫難。
艾娃·波特（Eva Potter）
年齡未知，國外知名的女性童星偶像，僅登場於漫畫特別篇第26卷（File.9～10）《守護病毒侵襲的豪華遊輪》
剛開始在豪華郵輪上宣傳自己最新的電影與招手會，但實際上受到偽裝自己的經紀人的組織成員黑鬍子給監視並且協助他散播組織所開發的致死流感病毒。當自己的雙親在去年發生意外事故身亡，加上組織成員連續假辦經紀人要求自己加入組織，因此不斷更換經紀人做為拒絕回應，當自己因為注射黑鬍子研發的流感病毒而受影響引起柯南的注意，因此在柯南、灰原與阿笠博士的協助下從黑鬍子的手中取得疫苗下得以康復，事發後向柯南與灰原為他們設局逮住黑鬍子的是說聲道謝，並且說自己以後將會到日本去造訪他們。

## 使用物品、武器與交通工具

### 武器
- 伯萊塔M92F手槍：琴酒的配槍。
- 勃朗寧M1935手槍：伏特加的配槍。
- PSG-1狙擊步槍：狙擊手香堤所使用的狙擊槍。
- 雷明頓700步槍：狙擊手科恩所使用的狙擊槍。
- M4A1卡賓槍：《往天國的倒數計時》中，琴酒企圖狙擊“宮野志保”（實際為鈴木園子）時所用的槍支。
- SIG P220手槍：《漆黑的追跡者》中，愛爾蘭所使用的槍支。

### 載具
- 賓利S3：蘭姆的車子，車頭用烏鴉模型裝飾，黑色。
- 勞斯萊斯幻影V：蘭姆的車子，車頭用烏鴉模型裝飾，黑色
- 保時捷356A：琴酒的車子，黑色。
- 哈雷V-Rod：苦艾酒駕駛的摩托車，深紅色。
- 德托馬索De Tomaso Pantera：貝爾摩得駕駛的跑車，黃色。
- 豐田普鋭斯第一代：苦艾酒駕駛的汽車，白色（苦艾酒假扮新出醫生時所駕駛）。
- 雪鐵龍 BX19 GT：基爾駕駛的汽車，白色。
- 馬自達MX-5：基爾駕駛的跑車，銀色。
- 道奇蝰蛇1996款SRT-10 GTS：香堤所開的跑車，深藍色/紫色。
- 馬自達RX-7 FD3S：安室透/波本的跑車，白色。
- 阿帕奇武裝直升機:《漆黑的追跡者》中，琴酒、伏特加所駕駛的直升機。
- V-22魚鷹運輸直升機:《純黑的噩夢》中，琴酒所搭乘的直升機。
- 親潮級潛艦：在《黑鐵的魚影》中由琴酒等幹部指揮駕駛的軍艦。

### 手機
琴酒、苦艾酒、波本（安室透）使用的手機均為蘋果手機系列，其中琴酒、波本使用iPhone 4S 而苦艾酒使用iPhone 3GS。《名偵探柯南》中使用iPhone手機的全部為黑衣組織成員（普通龍套除外），因此出現“《柯南》中iPhone已經成為黑衣組織的專用手機”的説法。

## 影响
黑暗组织前期压迫力较强，但自从波本篇以後由于卧底人数大幅增加，反观真正的黑暗组织成员中只有琴酒兼具实力及忠心，引发网友吐槽。
由於組織的成員均以酒名作為代號，因此也被愛好者們戲稱為「酒廠」。

## 備註
1. ↑  在動畫第309集中，苦艾酒對程式設計師板倉卓說：「我們是天使也是惡魔，我們要抵抗時間的洪流，讓死者甦醒」
2. ↑  最初蘭姆聲優未公開，其聲音透過變聲器變音，而蘭姆第一次發聲在電影版《純黑的惡夢》，但片尾曲工作人員表上是空著的；蘭姆第二次發聲於動畫第942集「尋找瑪莉亞（下集）」，片尾曲工作人員表上標記的是「？？？」；蘭姆第三次發聲在於動畫第1077~1078集「黑衣組織的計謀（狩獵）」、「黑衣組織的計謀（上岸）」中，片尾曲工作人員表上則是空著的，直到動畫第1079集「黑衣組織的計謀（真身）」中，透露真實身份是脇田兼則後，在片尾曲工作人員表上正式標記為千葉繁。
3. ↑  動畫第223集“人魚失踪記（推理篇）”中只出現“黑”，漫畫Vol.28 File.8“惡魔之箭”中有“澤”。在《LOVE·Conan-名偵探柯南Official fanbook》中，作者青山剛昌透露內部設定琴酒的名字為黑澤陣，原因是「陣」的日文片假名寫法「ジン」與日文中的「琴酒」相同。雖然琴酒的現實姓名為「黑澤陣」是作者設定，但該姓名尚未在原作中出現，且不能確認是否為化名。
4. ↑  動畫第702集，給志保18歲的生日留言中講述自己和丈夫為了研究這種神秘藥物因此不得不離開她
5. ↑  雖然德語是伊蓮娜，但是NHK所製作的日本發音配音版為「艾蓮娜」。在名偵探柯南50+超百科中的青山剛昌回答114題目問題中提到。